# Steven Whittaker
Steven Gordon Whittaker, född 16 juni 1984, är en skotsk fotbollstränare och före detta fotbollsspelare (högerback) som är hjälptränare i Dunfermline Athletic. Han har även spelat för Skottlands landslag.

## Karriär
Den 15 juli 2017 återvände Whittaker till Hibernian, där han skrev på ett treårskontrakt.
Den 29 juni 2020 värvades Whittaker av Dunfermline Athletic, där han skrev på ett ettårskontrakt. I juni 2021 avslutade Whittaker sin fotbollskarriär och blev istället hjälptränare i Dunfermline Athletic. Efter att Peter Grant blivit avskedad i oktober 2021 tog Whittaker och Greg Shields över som interimtränare i klubben. De ledde klubben i två matcher innan John Hughes anställdes som ny tränare.